# Mignafans
Mignafans est un village français de la Haute-Saône dans la commune de Senargent-Mignafans. Mignafans a le statut de commune associée. Mignafans a été une commune indépendante jusqu'en 1807 et de 1832 à 1972.

## Administration

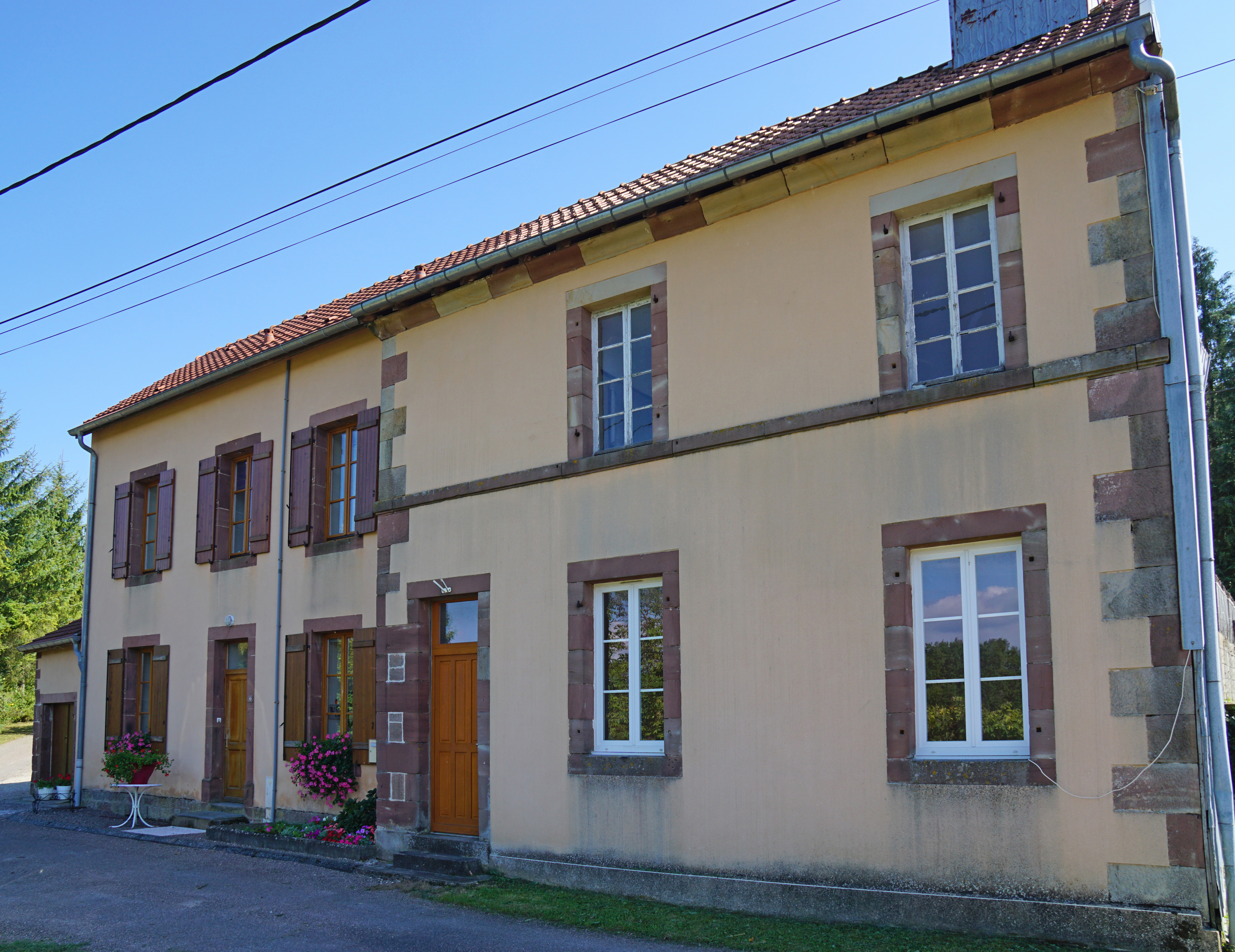
L'ancienne mairie.

Mignafans a le statut de commune associée avec Senargent-Mignafans.
Le village dépend de la communauté de communes du pays de Villersexel.
| Période                                  | Période  | Identité       | Étiquette | Qualité |
| ---------------------------------------- | -------- | -------------- | --------- | ------- |
|                                          |          |                |           |         |
| mars 2001                                | en cours | Michel Poinsot |           |         |
| Les données manquantes sont à compléter. |          |                |           |         |

## Géographie
Le village est situé à une dizaine de kilomètres à l'est de Villersexel et à une quinzaine de kilomètres à l'ouest de Héricourt, en bordure de la Forêt de Granges.

## Histoire
L'histoire de Mignafans et de ses communes de rattachement est assez complexe : 
- Jusqu'en 1807, Mignafans est une commune indépendante.
- En 1807, Mignafans est rattaché à Granges-le-Bourg, en même temps que Granges-la-Ville, La Chapelle-lès-Granges, Crevans, Mignavillers et Secenans.
- En 1824, la commune de Granges-la-Ville est rétablie ; les villages de Mignafans et Mignavillers sont transférés de Granges-le-Bourg à Granges-la-Ville.
- En 1832, la commune de Mignafans est rétablie.
- Finalement, en 1972, Mignafans a fusionné avec Senargent pour former la nouvelle commune de Senargent-Mignafans, dont Senargent est le chef-lieu.

## Démographie
| 1962 | 1968 | 1975 | 1982 | 1990 | 1999 | 2017 |
| ---- | ---- | ---- | ---- | ---- | ---- | ---- |
| 271  | 279  | 289  | 263  | 274  | 282  | 63   |

## Lieux et monuments
Au hameau de Mignafans, existe deux fontaines-lavoirs du XIXe siècle.

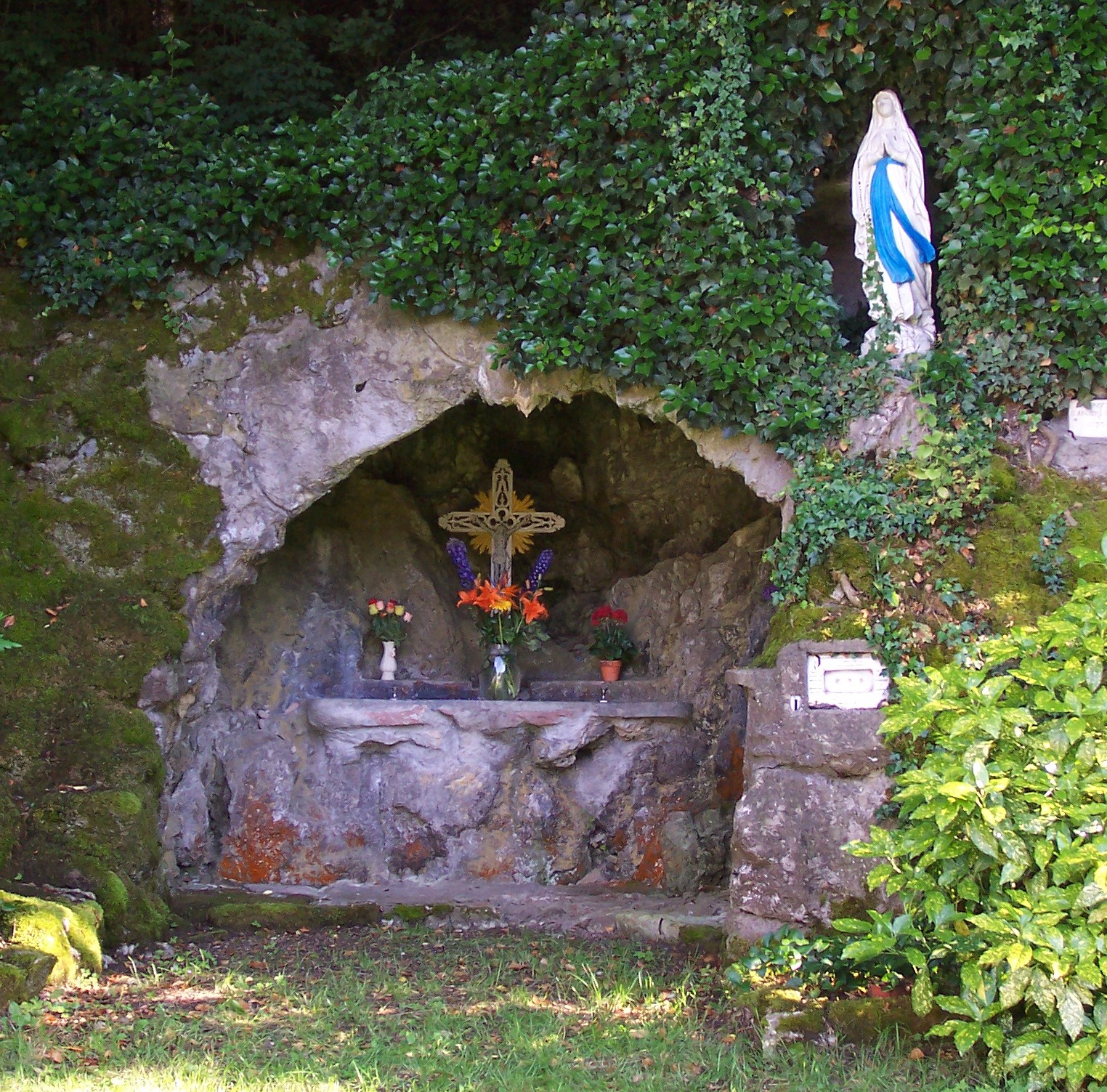
La grotte.
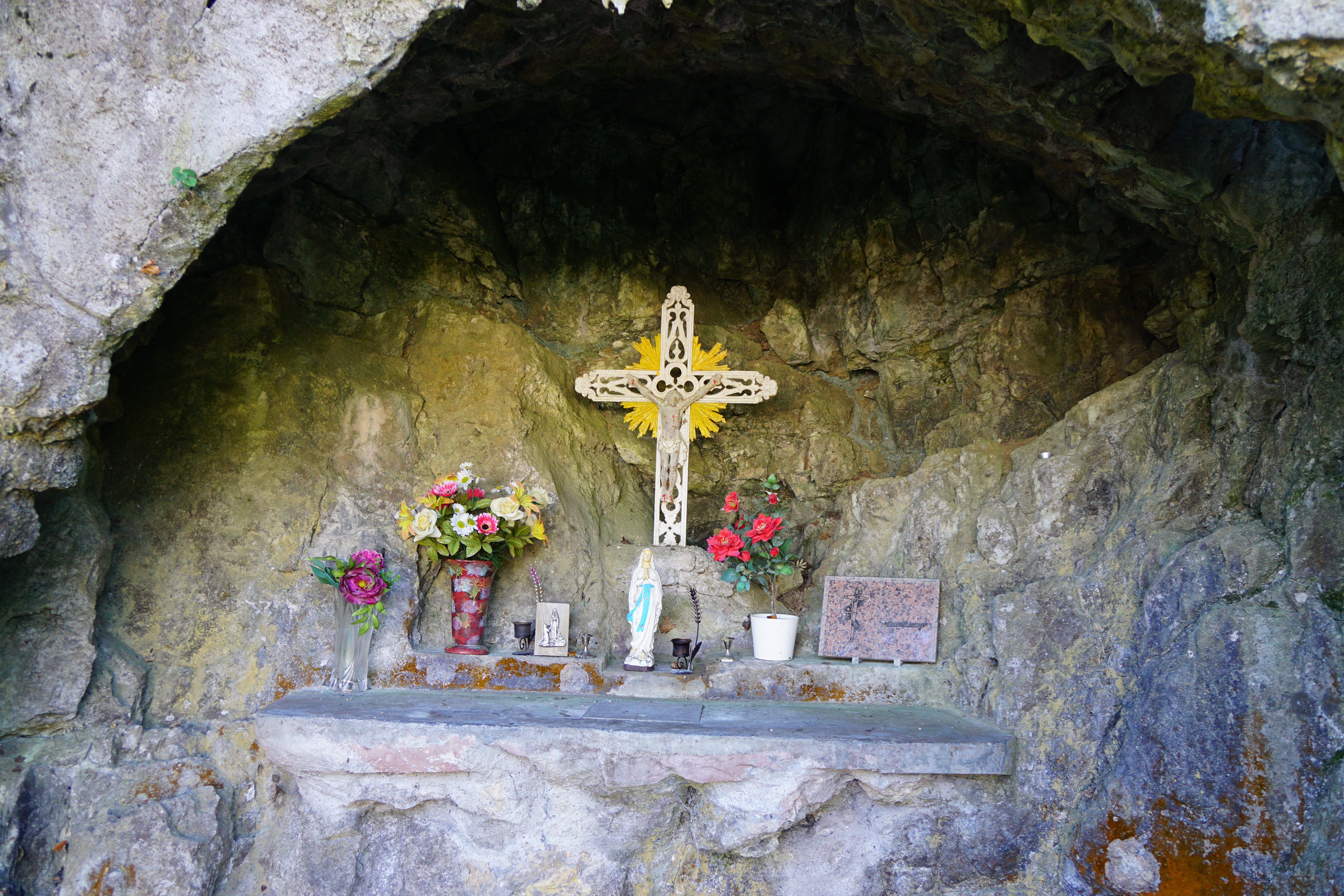
L'intérieur.
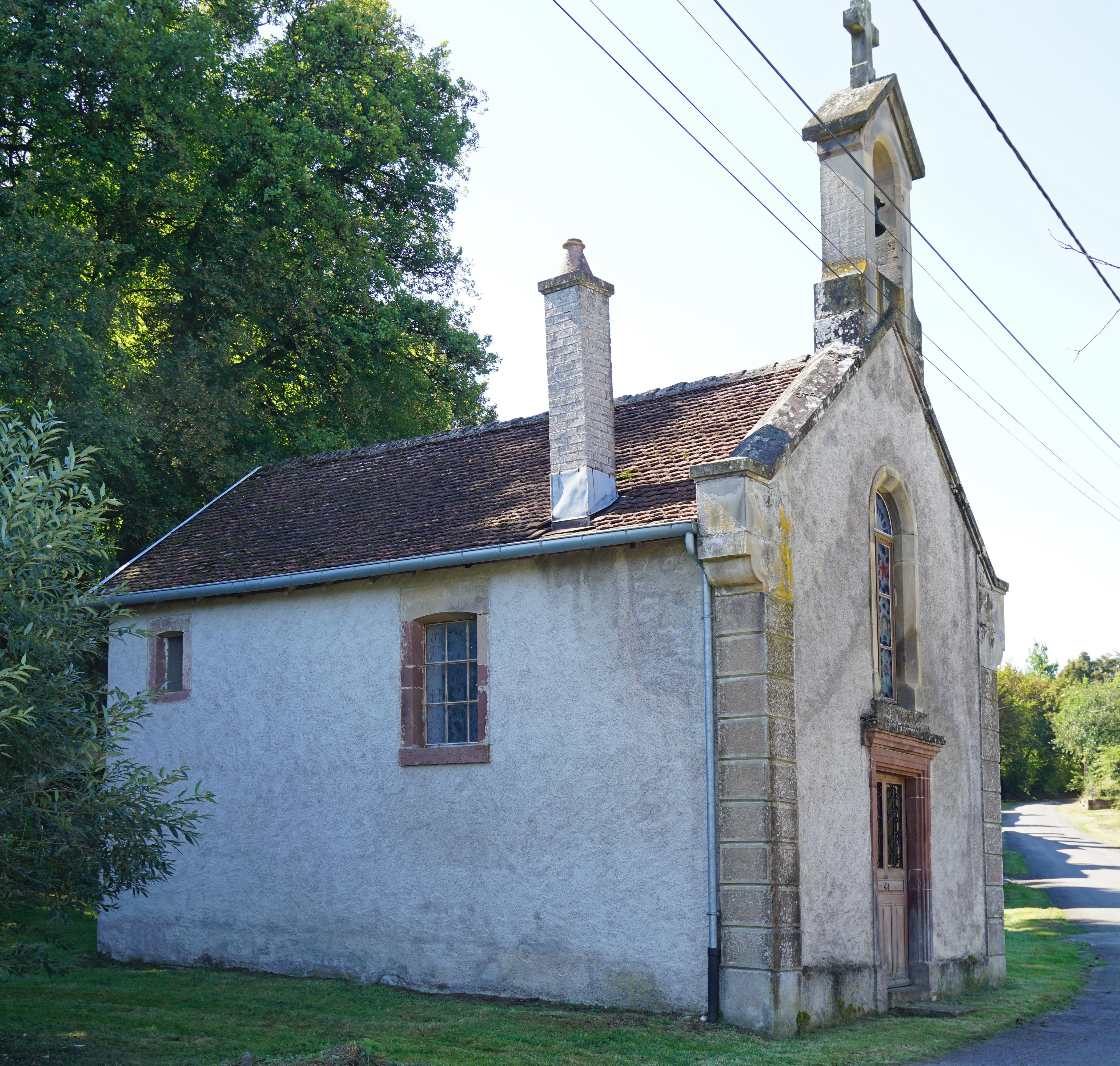
La chapelle.
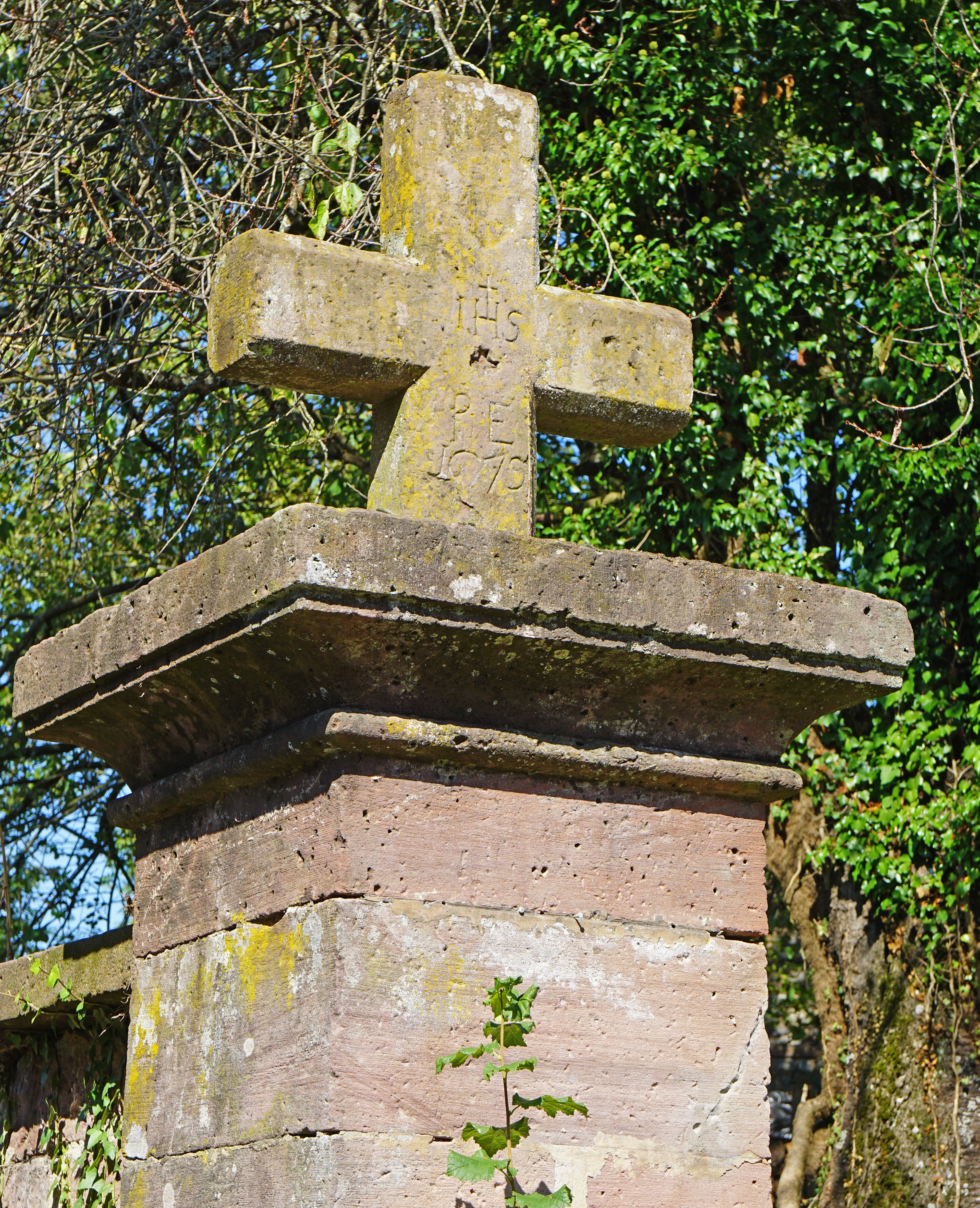
Croix.
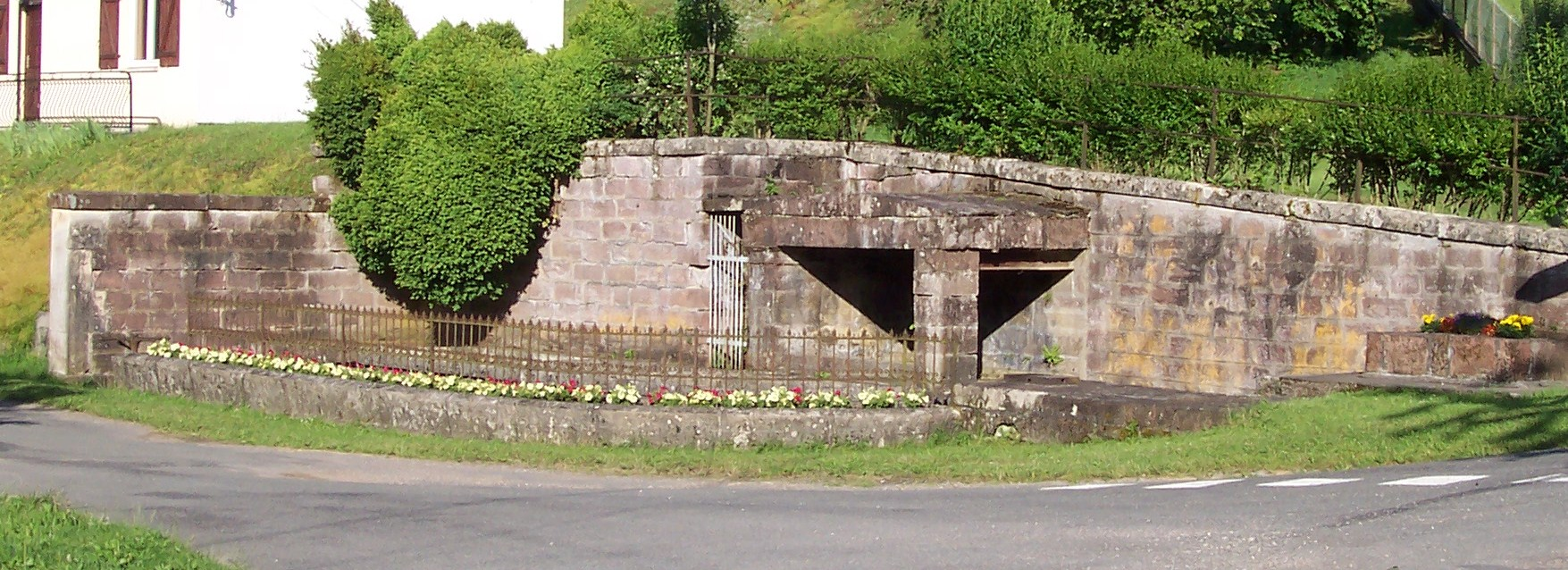
Un lavoir du village.

Il y a également une chapelle et une grotte dédiée à la Vierge Marie.

## Événements
- Pèlerinage de Mignafans

"En 1873, trois femmes du village partirent en pèlerinage à Lourdes. Elles rapportèrent un présent aux habitants de Mignafans : une réplique de la vierge de Lourdes. En l'absence de lieu de culte dans la commune, cette statue fut placée dans la maison portant l'inscription "IB 1797". Les gens prirent l'habitude de s'y retrouver pour prier. En 1903, la famille Bejean fit transformer une petite maison lui appartenant en chapelle, puis édifier en 1912 une réplique de la grotte de Lourdes. Le premier pèlerinage eut lieu la même année. Il attire encore de nombreux fidèles le 15 aout de chaque année.".